# Pag (grad)
Pag je grad u Hrvatskoj, na otoku Pagu.

## Gradska naselja
Grad Pag čini 11 naselja (stanje 2006.), to su: Bošana, Dinjiška, Gorica, Košljun, Miškovići, Pag, Smokvica, Stara Vas, Šimuni, Vlašići i Vrčići.

## Povijest
Na središnjem dijelu otoka Paga izdignuta nad prostranim bazenima soli, nalazi se akropola s crkvom Sv. Marije, kao dio nekadašnjeg Paga čije povijesne tragove valja tražiti još u razdoblju antike. Naziv Pag prvi se puta spominje u X. st. i to kada je 976. kralj Stjepan Držislav oslobodio Pag od bizantske vlasti i za upravitelja grada postavio hrvatskog župana. Jedan od najznačajnijih događaja u povijesti grada Paga jest dobivanje Bule kralja Bele IV. kojom je gradu Pagu darovao status Slobodnog kraljevskog grada. Bilo je to 30. ožujka 1244. godine i u spomen na taj događaj, 30. ožujka proglašen je Danom grada Paga. Nalazeći se stalno usred borbe Zadra i Raba za prevlast nad otokom, Pažani su željeli ostvariti autonomiju, za koju su se borili svim pravnim sredstvima. Paški je sudac Belota Dobronić na Općem hrvatskom saboru u Ninu 1396. godine nastojao i dijelom uspio oživotvoriti ideju o paškoj autonomiji. Hrvatski je kralj Ludovik I. 1376. godine potvrdio Pagu pravo Slobodnog kraljevskog grada, dajući mu uz postojeće, još i neke nove povlastice. Kralj Ladislav je 1403. godine prodao Veneciji svoj dio Dalmacije, u što je bio uključen i grad Pag. Na taj je način, za više stoljeća, Pag pripao Mletačkoj Republici. Godine 1433. dobio je Gradski statut, jedan od prvih dokumenata takve vrste u Hrvatskoj. Sredinom XV. st. opasnost od Turaka bila je sve veća, pa su Pažani, 18. svibnja 1443. godine, počeli s gradnjom novog grada, na mjestu na kojem se i danas nalazi.
Planovi za izgradnju novoga grada Paga izrađivali su se u Veneciji, a u svemu tome sudjelovao je i veliki graditelj i kipar Juraj Matejev Dalmatinac. U novi su se grad Pažani preselili 1467. godine. Grad koji su napustili nazvali su jednostavno Stari grad i takav je naziv ostao do danas. Novoizgrađeni grad pružao je veću sigurnost, bio je okružen zidinama dodatno pojačanima s devet kula.
U novi grad Pag preselilo se cijelo stanovništvo Starog grada, pa je zapravo povijest starog i novog Paga jedna ista i nedjeljiva. Na čelu paške uprave stoljećima se nalazio knez kojega je postavljala središnja vlast u Veneciji. Važnu ulogu u oblikovanju kulturnog i gospodarskog življenja u gradu Pagu imale su paške plemićke obitelji, (Bilinići, Grubonići, Jadrulići, Kašići, Košćine, Mirkovići, Paladinići, Palčići, Portade, Rakamarići, Ruići, Vidolini, Zorovići). Njihove su palače bile simbol moći i bogatstva, ali i općeg prosperiteta grada.
Godine 1792. Pag je dobio prvu gimnaziju. Tijekom tridesetih godina XX. st., zbog agrarne reforme usitnjeni su veliki otočni posjedi, što je oslabilo gospodarsku snagu plemstva, koje postupno počinje odlaziti u Italiju, Južnu Ameriku, a jedan dio u Zagreb, Rijeku i druge gradove u Hrvatskoj.
Do velikog osipanja gradskog stanovništva došlo je u dva navrata. Prvo početkom XX. st., kada su zbog pojave peronospore uništeni otočni vinogradi. Zbog toga je oko 2000 Pažana 1905. godine otišlo u razne prekomorske zemlje, najviše u SAD i Australiju. Drugo veliko osipanje stanovništva dogodilo se neposredno nakon Drugog svjetskog rata (1941. – 1945.). Početkom 60-ih godina intenzivirao se razvoj turizma, što je dalo novi zamah općem gospodarskom razvoju. Pag se počeo urbano širiti izvan stare gradske jezgre. Nastala su nova prigradska naselja Vodice, Blato, Murvica, Varoš, Bašaca, Bošana i Sveta Jelena. Godine 1968. otvoren je hotel “Belevue” s 370 ležajeva, uređuju se plaže, auto-kampovi, prometnice, caffe-barovi, disco-klubovi, trgovine. Turizam je izmijenio urbanu vizuru grada Paga i uvelike utjecao na život pučanstva.

## Stanovništvo
Na prijelazu iz XIX. u XX.st. u gradu Pagu živjelo je 4700 stanovnika, a prema popisu stanovništva iz 1991. godine u Pagu je na 1000 muškaraca dolazilo 1028 žena. 

### Popis 2011.
Prema popisu stanovništva iz 2011. naselje Pag imalo je 2.849, a područje Grada Paga 3.846 stanovnika.

### Popis 2001.
Prema popisu stanovništva iz 2001. 4350 stanovnika.

### Popis 1991.
| broj stanovnika | 3407  | 3643  | 3964  | 4142  | 4712  | 4585  | 4585  | 4479  | 4754  | 4683  | 4289  | 3819  | 3733  | 4116  | 4350  | 3846  | 3175  |
|                 | 1857. | 1869. | 1880. | 1890. | 1900. | 1910. | 1921. | 1931. | 1948. | 1953. | 1961. | 1971. | 1981. | 1991. | 2001. | 2011. | 2021. |

| broj stanovnika | 2926  | 3271  | 3369  | 3554  | 3960  | 3699  | 3699  | 3257  | 2937  | 2697  | 2327  | 2198  | 2201  | 2421  | 2701  | 2849  | 2322  |
|                 | 1857. | 1869. | 1880. | 1890. | 1900. | 1910. | 1921. | 1931. | 1948. | 1953. | 1961. | 1971. | 1981. | 1991. | 2001. | 2011. | 2021. |

## Gradska uprava
- Gradonačelnik Grada Paga: Ante Fabijanić (MODES)
- Zamjenik gradonačelnika: Davor Fabijanić

Gradsko vijeće je predstavničko tijelo građana i tijelo lokalne samouprave koje donosi odluke i akte u okviru djelokruga Grada, te obavljaju druge poslove u skladu s Ustavom, zakonom i ovim Statutom. Gradsko vijeće ima 13 članova odnosno vijećnika,  predsjednika i dva potpredsjednika, koji se biraju većinom glasova svih članova Gradskog vijeća. Za svoj rad u Vijeću predsjednik, potpredsjednici (kada ga mijenjaju kao i vijećnici Gradskog vijeća) primaju naknadu u visini određenoj posebnom odlukom Gradskog vijeća.

## Spomenici i znamenitosti
Grad Pag obiluje kulturno-povijesnim spomenicima.
Najznačajnije građevine su:
- Zborna crkva Marijinog uznesenja iz 15. stoljeća (Vela Crikva), najveća i najljepša crkava na otoku koja posjeduje mnoštvo slika i relikvija.
- Crkva svetog Jurja iz 15. stoljeća, zaštitnika grada i otoka Paga.
- Crkva svetog Frane iz 15. stoljeća, Uz ovu crkvu bio je samostan franjevaca konventualaca koji je ukinut 1785. godine.
- Benediktinski samostan svete Margarite iz 15. stoljeća, poznat po čipkarstvu i baškotinima, u samostanu se čuva moćnik sv. Trna, u kojem je relikvija Kristove Krune[9].
- Župna crkva svetog Ante Padovanskog,izgrađena 1830. godine, nalazi se u Gorici.
- Zavjetna crkva svetog Ante, izgrađena krajem 19. stoljeća, nalazi se u Šimunima.
- Crkva svetog Nikole biskupa, izgrađena 1988. godine, nalazi se u Šimunima.
- Župna crkva svetog Jeronima, izgrađena 1401. godine, nalazi se u Vlašićima.
- Župna crkva svetog Maura, izgrađena u 15. stoljeću, nalazi se u Dinjiškoj.
- Crkvica svetog Nikole, nalazi se na istoimenom rtu (Punta Mikule).
- Crkvica svetog Vida iz 14. stoljeća, nalazi se na istoimenom vrhu koji je ujedno i najveći vrh na otoku Pagu (348 metara).
- Solana smatra se najstarijom i najvećom na istočnoj obali Jadrana, spominje se već u 10. stoljeću.
- Most Katine, gradski most koji povezuje staru gradsku jezgru s Prosikom, današnji most je nešto izmijenjena replika starog Mletačkog mosta podignutog 1737.
- Knežev dvor iz 15. stoljeća, stoljećima sjedište gradske i otočne uprave.[10]
- Kapela svetog Ante Padovanskog, podignuli su je 1902. godine 2000 iseljenih Pažana.
- Stari grad Pag, nalazi se kilometar južnije od današnje gradske jezgre. Nekada veliki i bogati grad, danas je bogato arheološko nalazište i svetište. Sačuvana je crkva sv. Marije i ruševine franjevačkog samostana.
- Magazini soli, ili skladišta soli su građevine spomeničke kategorije. Prva tri su podignuta u 17. stoljeću, a ostalih šest za vrijeme druge austrijske uprave.
- Kula Skrivanat iz 15. stoljeća, jedina preostala kula od nekadašnjih devet koje su okruživale i branile grad Pag.
- Fortica ili utvrda Fortica izgrađena je u 17. stoljeću, a nalazi se u blizini Paškog mosta.

Kulturna i gastronomska baština:
- Paška čipka ili paški teg je jedna od najcjenjenijih i najljepših čipki na svijetu. Njena izrada u gradu Pagu zabilježena je već polovicom 15. stoljeća. Uvrštena je na listu Hrvatske i UNESCOve kulturne baštine.
- Paška narodna nošnja se odlikuje posebnom ljepotom, te je poznata diljem Europe. Posebno prepoznatljiva je ženska nošnja s tzv. pokrivacom. Uvrštena je na listu Hrvatske i UNESCOve kulturne baštine.
- Paška janjetina i sir su sigurno najprepoznatljiviji gastronomski proizvodi otoka Paga.
- Paška sol kao i u prošlosti danas ima veliku važnost za pašku ekonomsku sliku.
- Paška žutica je autohtono vino s Paga.
- Paški baškotin, slatki tvrdi prepečenac koji se proizvodi već 300 godina.

## Kultura
- Popis poznatih osoba iz Paga
- Paška prezimena
- Proslava Svetoga Trna redovito se održavala od 1445. do 1945. te je u neovisnoj Hrvatskoj obnovljena.
- Paški litnji karneval je najstariji hrvatski ljetni karneval, a održava se od 1960.[11]
- Galerija paške čipke
- Radio Pag[12]

## Šport
- NK Pag
- Vaterpolo klub Pag nastupa u gradskoj luci Mandrač tijekom cijelog ljeta i organizira ligaške i revijalne utakmice, te vodi Školu vaterpola za najmlađe
- Veslački klub Pag
- Stolnoteniski klub Pag, 2015. počeo sa školom stolnog tenisa, okuplja pedesetak članova od 7 do 77 godina. Organizator više turnira i prvenstva pod HSTS-om, domaćin 6. prvenstva jadranskih otoka 2017.g., djeluje u školskoj dvorani u Pagu te u dvorani DVD-a Pag.

## Turizam
Turizam je najvažnija gospodarska grana u Pagu. Premda je prvi veći zamah paški turizam doživio početkom šezdesetih godina 20. stoljeća, ipak njegovi počeci sežu u dublju prošlost. Tako je već 1929. godine Pag imao svoj turistički prospekt, a odmah na početku 20. stoljeća, u Zvonimirovoj ulici otvoren je i hotel. Pag je imao i tri konačišta: najveće se nalazilo u ulici sv. Marije, a vodila ga je obitelj Paro.
Pag raspolaže s oko 10 000 turističkih kreveta, a tijekom ljetne sezone u Pagu boravi preko 100 000 gostiju koji ostvaruju više od 1 000 000 noćenja. Najveći broj turista boravi u privatnim apartmanima i sobama, dio u auto-kampovima, dok ostali popunjavaju hotelske kapacitete.
U prosjeku strani gosti čine 60 posto od ukupnog broja gostiju koji ljetuju u Pagu te ostvaruju oko 65% noćenja. Zbog naglog razvoja turizma šezdesetih i sedamdesetih godina 20. st., izgrađen je veliki broj kuća za odmor. U takvim objektima, "vikendaši" ostvaruju i do 100 000 noćenja. Razvoj turizma pridonio je i razvoju popratnih gospodarskih grana, trgovine i ugostiteljstva.
Razvoj turizma potaknuo grad da poveća svoju brigu o plažama, uslužnim djelatnostima, prometnicama i vanjskom uređenju kuća. Na izravan ili neizravan način, u tu gospodarsku granu uključeno je oko 70% pučanstva.

## Vanjske poveznice
|  | Portal Hrvatske: pristup člancima s tematikom o Hrvatskoj |